# Darchen
Darchen, Tarchan ou Taqin (chinois simplifié : 塔钦 ; chinois traditionnel : 塔欽 ; pinyin : tǎqīn), est un village du canton de Baga (zh)) (巴嘎乡), sur le xian de Burang (ou Purang), dans la préfecture de Ngari, en région autonome du Tibet, Chine. Il a été autrefois connue sous le nom de Lhara.